# Iglesia de San Nicolás (La Coruña)
 La iglesia de San    Nicoláses una iglesia de la ciudad de La Coruña.

## Historia
De origen medieval, del siglo XII, fue incendiada en 1589 por los ingleses
fue reedificada en el siglo XVIII, mientras la fachada se labró en 1865.

## Descripción
Es de una sola nave, con planta de cruz latina.